# Marques (Seine-Maritime)
Marques település Franciaországban, Seine-Maritime megyében. Lakosainak száma 236 fő (2022. január 1.). Marques Aubéguimont, Ellecourt, Haudricourt, Illois, Landes-Vieilles-et-Neuves, Nullemont, Richemont és Morienne községekkel határos.

## Népesség
A település népességének változása:
| Lakosok száma | 209  | 225  | 230  | 232  | 233  | 233  | 233  | 234  | 236  |
|               | 2013 | 2015 | 2016 | 2017 | 2018 | 2019 | 2020 | 2021 | 2022 |